# Miquel Augé i Vila
Miquel Augé i Vila (Manresa, 20 de setembre del 1885 - Barcelona, 31 de juliol del 1936) fou un organista i compositor del primer terç del segle xx i mestre de capella de la de la Seu de Manresa entre 1919 i 1936.
Cursà estudis eclesiàstics als seminaris de Vic i Barcelona i rebé l'ordenació sacerdotal el 1909. Amplià els seus estudis musicals amb Domènec Mas i Serracant i Francesc Baldelló. Des del 1911 fou organista de la basílica de Santa Maria d'Igualada, i des del 1917 de l'església parroquial de Sant Joan de les Abadesses; dos anys més tard passà a ocupar aquest càrrec a la Seu de Manresa a més del seu magisteri. Fou assassinat els primers dies de la Guerra Civil.
La seva obra, força abundant i exclusivament eclesiàstica, és de construcció senzilla (sovint a una sola veu i amb pocs instruments a l'acompanyament) però connectà amb la gent i va tenir força difusió. Es conserva íntegrament a l'Arxiu de Manuscrits Musicals de la Seu de Manresa. Tot i això, es conserva una peça mariana al fons CdE (Fons de la basílica de Santa Maria de Castelló d'Empúries) de l'Arxiu Diocesà de Girona: Cants á Maria, per a 1 v i Ac.